# Serie di Taylor

Quando cresce il grado della serie di Taylor troncata, essa si avvicina alla funzione data (teorema di Bernstein). Questa figura mostra sin(x) e le sue approssimazioni di Taylor, polinomi di grado 1, 3, 5, 7, 9, 11 e 13.

Funzione seno approssimata con un polinomio di Taylor di grado 7.

In analisi matematica, la serie di Taylor di una funzione in un punto è la rappresentazione della funzione come serie di termini calcolati a partire dalle derivate della funzione stessa nel punto.

## Storia
La serie di Taylor prende il nome dal matematico inglese Brook Taylor che pubblicò alcuni studi sulle serie di potenze nel 1715. Esistono in realtà alcuni precedenti storici: casi particolari di queste serie furono forse sviluppati nel Quattrocento da Madhava di Sangamagrama; il suo lavoro, da ricondursi alla cosiddetta scuola del Kerala, è andato perduto e l'ipotesi si basa su ricostruzioni storiche. Gregory invece pubblicò per certo varie serie di Maclaurin quando Taylor non era ancora nato, anche se sembra che quest'ultimo non ne fosse a conoscenza quando pubblicò i propri risultati.

## Definizione
La serie di Taylor di una funzione {\displaystyle f(x)}, definita in un intervallo aperto {\displaystyle (x_{0}-r,x_{0}+r)} a valori reali o complessi e infinite volte derivabile, è la serie di potenze
{\displaystyle f(x_{0})+{\frac {f'(x_{0})}{1!}}(x-x_{0})^{1}+{\frac {f''(x_{0})}{2!}}(x-x_{0})^{2}+{\frac {f'''(x_{0})}{3!}}(x-x_{0})^{3}+\cdots ,}
che può essere scritta più compattamente come
{\displaystyle \sum _{n=0}^{\infty }{\frac {f^{(n)}(x_{0})}{n!}}(x-x_{0})^{n}.}
Qui {\displaystyle n!} denota il fattoriale di {\displaystyle n} e {\displaystyle f^{(n)}(x_{0})} denota la {\displaystyle n}-esima derivata della {\displaystyle f} valutata nel punto {\displaystyle x_{0}}. Se {\displaystyle x_{0}=0}, la serie viene chiamata anche serie di Maclaurin.

## Proprietà
Se la serie di Taylor della funzione {\displaystyle f(x)} converge per ogni {\displaystyle x} nell'intervallo {\displaystyle (x_{0}-r,x_{0}+r)} e se la sua somma è uguale alla {\displaystyle f(x)}, questa funzione viene detta funzione analitica. Per verificare se la serie converge verso {\displaystyle f(x)}, normalmente si usa effettuare stime del termine resto che compare nel teorema di Taylor. Una funzione è analitica se e solo se può essere rappresentata da una serie di potenze; i coefficienti di una tale serie di potenze coincidono necessariamente con quelli che compaiono nella precedente formula per la serie di Taylor.
Le conseguenze pratiche dello sviluppo in serie di potenze di Taylor, nel caso in cui la funzione sia analitica, sono molteplici.
- La differenziazione e l'integrazione delle serie di potenze possono essere effettuate termine a termine ed è tendenzialmente piuttosto facile.
- Una funzione analitica può essere estesa univocamente a una funzione olomorfa definita su un disco aperto nel piano complesso e questa possibilità rende disponibili tutti gli strumenti dell'analisi complessa.
- Si può troncare la serie, cioè prendere solo i primi {\displaystyle n} termini e ottenere un polinomio, detto "polinomio di Taylor", che approssima la funzione con la precisione desiderata (basta prendere {\displaystyle n} sufficientemente grande) in un intorno di {\displaystyle x_{0}}.
- Spesso le operazioni algebriche sulle funzioni possono essere effettuate più rapidamente sulle loro rappresentazioni mediante serie di potenze; ad esempio la dimostrazione più semplice della formula di Eulero si ottiene dagli sviluppi in serie di Taylor per le funzioni esponenziali, seno e coseno. Questo risultato sta a fondamento, ad esempio, dell'analisi armonica.

### Funzioni non analitiche

La funzione e^{-1/x²} si estende in 0 a una funzione derivabile infinite volte, ma non analitica: la serie di Taylor ha tutti i coefficienti nulli, mentre la funzione non è la funzione nulla.

Non tutte le funzioni differenziabili infinite volte sono analitiche. Esistono cioè delle funzioni {\displaystyle f(x)} la cui serie di Taylor converge a una funzione differente da {\displaystyle f(x)}. Ad esempio, la funzione definita a tratti:
{\displaystyle f(x)={\begin{cases}e^{-1/x^{2}}&{\text{se }}x\neq 0\\0&{\text{se }}x=0\end{cases}}}
ha tutte le derivate nulle in {\displaystyle x=0}, quindi la sua serie di Taylor è la serie nulla in {\displaystyle x_{0}=0} e il suo raggio di convergenza è infinito, ma la funzione è diversa dalla funzione nulla.
Questa particolare situazione "patologica" non si verifica nelle funzioni olomorfe, cioè nelle funzioni derivabili in ambito complesso. Nell'esempio specifico, la funzione exp(−1/z²) non è estendibile per olomorfia nell'origine nel campo complesso.
In ambito reale esistono anche situazioni molto più "patologiche" di quella dell'esempio precedente. La funzione definita dalla serie
{\displaystyle f(x)=\sum \limits _{n=0}^{+\infty }{e^{-n}\cos \left({n^{2}x}\right)},}
è di classe {\displaystyle C^{\infty }\left(\mathbb {R} \right)}, ma la sua serie di Taylor risulta essere divergente in ogni punto {\displaystyle x_{0}} diverso da {\displaystyle 0}.

### Criteri di analiticità
Esistono teoremi che costituiscono condizioni sufficienti affinché una funzione reale di variabile reale e di classe {\displaystyle C^{\infty }} sia analitica.
Tra questi si può ricordare il teorema di Bernstein: se {\displaystyle f(x)} è di classe {\displaystyle C^{\infty }} e non negativa su {\displaystyle (-r,r)} insieme alle sue derivate di ogni ordine, allora
{\displaystyle f(x)=\sum _{n=0}^{+\infty }{\frac {f^{(n)}(0)}{n!}}x^{n},\qquad \forall x\in (-r,r).}
Una condizione sufficiente a garantire che una funzione di classe {\displaystyle C^{\infty }} sia rappresentata localmente dalla sua serie di Taylor è la seguente: se esistono {\displaystyle k>0} e {\displaystyle M>0} tali che, per ogni {\displaystyle n} intero non negativo si abbia
{\displaystyle |f^{(n)}(x)|\leq kM^{n},\qquad \forall x\in (-r,r),}
allora
{\displaystyle f(x)=\sum _{n=0}^{+\infty }{\frac {f^{(n)}(0)}{n!}}x^{n}.}
Un caso particolare del teorema si ha quando {\displaystyle M=1} cioè quando la funzione e tutte le sue derivate sono equilimitate su {\displaystyle (-r,r)}.

### Serie di Laurent
La serie di Laurent è una generalizzazione della serie di Taylor, che contiene termini {\displaystyle x^{n}} anche con esponente {\displaystyle n} negativo. Questa serie è particolarmente utile in analisi complessa perché modellizza una funzione olomorfa intorno a un punto in cui essa non è definita (cioè una singolarità). La serie può comunque essere utilizzata anche in ambito reale, ad esempio per rappresentare la funzione f(x) = exp(−1/x²) intorno all'origine.

## Teorema di Taylor
Il teorema di Taylor permette di approssimare una funzione mediante un polinomio: maggiore è il grado del polinomio, migliore sarà l'approssimazione che si ottiene. In termini più rigorosi, l'errore che si commette approssimando una funzione con il suo polinomio di Taylor è un infinitesimo di ordine superiore al grado del polinomio stesso.

## Serie di Taylor in più variabili
Uno sviluppo di Taylor che può considerarsi una generalizzazione del precedente si può applicare anche a funzioni di più di una variabile reale o complessa:
{\displaystyle T(x_{1},\cdots ,x_{d})=\sum _{n_{1}=0}^{\infty }\cdots \sum _{n_{d}=0}^{\infty }{\frac {(x_{1}-a_{1})^{n_{1}}\cdots (x_{d}-a_{d})^{n_{d}}}{n_{1}!\cdots n_{d}!}}\,\left({\frac {\partial ^{n_{1}+\cdots +n_{d}}f}{\partial x_{1}^{n_{1}}\cdots \partial x_{d}^{n_{d}}}}\right)(a_{1},\dots ,a_{d}).}
Oppure, riorganizzando i termini in una forma che mette in evidenza il grado di ognuno:
{\displaystyle T(x_{1},\cdots ,x_{d})=\sum _{N=0}^{\infty }\sum _{n_{1}+\cdots +n_{d}=N}{\frac {(x_{1}-a_{1})^{n_{1}}\cdots (x_{d}-a_{d})^{n_{d}}}{n_{1}!\cdots n_{d}!}}\,\left({\frac {\partial ^{N}f}{\partial x_{1}^{n_{1}}\cdots \partial x_{d}^{n_{d}}}}\right)(a_{1},\dots ,a_{d}).}
Lo sviluppo di Taylor troncato al secondo ordine per una funzione a valori scalari in più di una variabile si può scrivere nella seguente forma compatta
{\displaystyle T(\mathbf {x} )=f(\mathbf {a} )+\nabla f(\mathbf {a} )^{T}(\mathbf {x} -\mathbf {a} )+{\frac {1}{2}}(\mathbf {x} -\mathbf {a} )^{T}(Hf(\mathbf {a} ))(\mathbf {x} -\mathbf {a} ),}
dove {\displaystyle \nabla f(\mathbf {a} )} denota il gradiente della funzione e {\displaystyle Hf(\mathbf {a} )} la sua matrice hessiana. Servendosi della notazione multi-indice la serie di Taylor per più variabili si scrive
{\displaystyle T(\mathbf {x} )=\sum _{|\alpha |\geq 0}^{}{{\frac {\mathrm {D} ^{\alpha }f(\mathbf {a} )}{\alpha !}}(\mathbf {x} -\mathbf {a} )^{\alpha }}}
in completa analogia con il caso della singola variabile.

## Serie di Mac Laurin

Funzione esponenziale approssimata con una successione di Maclaurin

Il risultato ottenuto tramite uno sviluppo di Taylor è quindi un'approssimazione di una funzione, nell'intorno di un punto {\displaystyle x_{0}} con {\displaystyle x_{0}} numero reale o numero complesso.
Uno sviluppo di Taylor in cui {\displaystyle x_{0}} sia uguale a {\displaystyle 0} è definito sviluppo di Maclaurin. Il polinomio che si ottiene è l'approssimazione di ordine {\displaystyle n} di {\displaystyle f(x)} intorno a {\displaystyle 0}
{\displaystyle f(x)=f(0)+f^{(1)}(0)x+{{f^{(2)}(0)} \over {2!}}x^{2}+{{f^{(3)}(0)} \over {3!}}x^{3}+\cdots +{{f^{(n)}(0)} \over {n!}}x^{n}+R_{n}(x).}
Le seguenti serie sono alcuni importanti sviluppi in serie di Maclaurin. Tutti questi sviluppi sono validi anche per argomenti {\displaystyle x} complessi. In alcuni casi vi è convergenza anche su alcuni punti del bordo del disco indicato.
Funzione esponenziale e logaritmo naturale:
{\displaystyle e^{x}=\sum _{n=0}^{\infty }{\frac {x^{n}}{n!}},\quad {\text{ per ogni }}x;}
{\displaystyle \ln(1+x)=\sum _{n=1}^{\infty }{\frac {(-1)^{n-1}}{n}}x^{n},\quad {\text{ per }}\left|x\right|<1.}
Serie geometrica:
{\displaystyle {\frac {x^{m}}{1-x}}=\sum _{n=m}^{\infty }x^{n},\quad {\text{ per }}\left|x\right|<1.}
Sviluppo binomiale:
{\displaystyle (1+x)^{\alpha }=\sum _{n=0}^{\infty }{\alpha  \choose n}x^{n},\quad {\text{ per ogni }}\left|x\right|<1{\text{ e ogni numero complesso }}\alpha }
in cui il fattore {\displaystyle {\alpha  \choose n}} rappresenta il coefficiente binomiale.
Casi particolari:
{\displaystyle {\sqrt {1+x}}=1+\sum _{k=0}^{\infty }(-1)^{k}{\frac {(2k-1)!!}{(2k+2)!!}}x^{k+1}=1+\sum _{k=0}^{\infty }(-1)^{k}{\frac {\Gamma ({\frac {1}{2}}+k)}{2{\sqrt {\pi }}\,\Gamma ({2+k})}}x^{k+1}}
{\displaystyle {\frac {1}{\sqrt {1+x}}}=1+\sum _{k=0}^{\infty }(-1)^{k+1}{\frac {(2k+1)!!}{(2k+2)!!}}x^{k+1}=1+\sum _{k=0}^{\infty }(-1)^{k+1}{\frac {\Gamma ({\frac {3}{2}}+k)}{{\sqrt {\pi }}\,\Gamma ({2+k})}}x^{k+1}.}
Funzioni trigonometriche:
{\displaystyle \sin x=\sum _{n=0}^{\infty }{\frac {(-1)^{n}}{(2n+1)!}}x^{2n+1},\quad {\text{ per ogni }}x;}
{\displaystyle \cos x=\sum _{n=0}^{\infty }{\frac {(-1)^{n}}{(2n)!}}x^{2n},\quad {\text{ per ogni }}x;}
{\displaystyle \tan x=\sum _{n=1}^{\infty }{\frac {B_{2n}(-4)^{n}(1-4^{n})}{(2n)!}}x^{2n-1},\quad {\text{ per }}\left|x\right|<{\frac {\pi }{2}};}
{\displaystyle \sec x=\sum _{n=0}^{\infty }{\frac {(-1)^{n}E_{2n}}{(2n)!}}x^{2n},\quad {\text{ per }}\left|x\right|<{\frac {\pi }{2}};}
{\displaystyle \arcsin x=\sum _{n=0}^{\infty }{\frac {(2n)!}{4^{n}(n!)^{2}(2n+1)}}x^{2n+1},\quad {\text{ per }}\left|x\right|<1;}
{\displaystyle \arctan x=\sum _{n=0}^{\infty }{\frac {(-1)^{n}}{2n+1}}x^{2n+1},\quad {\text{ per }}\left|x\right|<1.}
Funzioni iperboliche:
{\displaystyle \sinh \left(x\right)=\sum _{n=0}^{\infty }{\frac {1}{(2n+1)!}}x^{2n+1},\quad {\text{ per ogni }}x;}
{\displaystyle \cosh \left(x\right)=\sum _{n=0}^{\infty }{\frac {1}{(2n)!}}x^{2n},\quad {\text{ per ogni }}x;}
{\displaystyle \tanh \left(x\right)=\sum _{n=1}^{\infty }{\frac {B_{2n}4^{n}(4^{n}-1)}{(2n)!}}x^{2n-1},\quad {\text{ per }}\left|x\right|<{\frac {\pi }{2}};}
{\displaystyle \operatorname {arsinh} \left(x\right)=\sum _{n=0}^{\infty }{\frac {(-1)^{n}(2n)!}{4^{n}(n!)^{2}(2n+1)}}x^{2n+1},\quad {\text{ per }}\left|x\right|<1;}
{\displaystyle \operatorname {artanh} \left(x\right)=\sum _{n=0}^{\infty }{\frac {1}{2n+1}}x^{2n+1},\quad {\text{ per }}\left|x\right|<1.}
Funzione W di Lambert:
{\displaystyle W_{0}(x)=\sum _{n=1}^{\infty }{\frac {(-n)^{n-1}}{n!}}x^{n},\quad {\text{ per }}\left|x\right|<{\frac {1}{e}}.}
I numeri {\displaystyle B_{k}} che compaiono negli sviluppi di {\displaystyle \tan(x)} e {\displaystyle \tanh(x)} sono i numeri di Bernoulli. Lo sviluppo binomiale si serve dei coefficienti binomiali. Gli {\displaystyle E_{k}} nello sviluppo della {\displaystyle \sec(x)} sono i numeri di Eulero. Il simbolo {\displaystyle n!!} nello sviluppo binomiale indica il semifattoriale.

## Calcoli delle serie di Taylor
Sono stati sviluppati molti metodi per il calcolo delle serie di Taylor per le molte funzioni analitiche utilizzate nella matematica e nelle sue applicazioni. Una strada consiste nell'utilizzare la serie di Taylor attraverso la sua definizione e generalizzare la forma dei coefficienti. Un'altra procede a eseguire manipolazioni formali, come sostituzioni, moltiplicazioni o divisioni, addizioni o sottrazioni di serie di Taylor note per costruire la serie di Taylor di nuove funzioni, sfruttando le possibilità di manipolazione delle serie di potenze; in questo ambito può rivelarsi utile fare riferimento ai risultati riguardanti le serie ipergeometriche, i polinomi ortogonali e il calcolo umbrale. In taluni casi si riescono a derivare serie di Taylor applicando ripetutamente l'integrazione per parti.
Va anche osservato che per effettuare molte di queste elaborazioni possono essere molto utili gli odierni strumenti per il calcolo simbolico automatico.
Presentiamo ora due esempi di calcoli manuali. Cerchiamo di individuare la serie di Taylor centrata in 0 della funzione
{\displaystyle f(x)=\ln {(1+\sin {x})}.}
Si parte dalla considerazione che
{\displaystyle \ln(1+x)=\sum _{n=1}^{\infty }{\frac {(-1)^{n+1}}{n}}x^{n}=x-{x^{2} \over 2}+{x^{3} \over 3}-{x^{4} \over 4}+\cdots ,\quad {\text{ per }}\left|x\right|<1;}
{\displaystyle \sin x=\sum _{n=0}^{\infty }{\frac {(-1)^{n}}{(2n+1)!}}x^{2n+1}=x-{x^{3} \over 3!}+{x^{5} \over 5!}-\cdots .}
Ora si può semplicemente sostituire la seconda serie nella prima ottenendo
{\displaystyle \left(x-{x^{3} \over 3!}+{x^{5} \over 5!}-\cdots \right)-{1 \over 2}\left(x-{x^{3} \over 3!}+{x^{5} \over 5!}-\cdots \right)^{2}+{1 \over 3}\left(x-{x^{3} \over 3!}+{x^{5} \over 5!}-\cdots \right)^{3}-{1 \over 4}\left(x-{x^{3} \over 3!}+{x^{5} \over 5!}-\cdots \right)^{4}+\cdots .}
Sviluppando un adeguato numero di potenze mediante i coefficienti multinomiali si ottengono i primi termini della serie di Taylor richiesta:
{\displaystyle f(x)=x-{\frac {1}{2}}x^{2}+{\frac {1}{6}}x^{3}+\ldots .}
Come secondo esempio consideriamo la funzione
{\displaystyle g(x)={xe^{x} \over \sin {x}},}
che si estende a una funzione continua e derivabile nell'origine.
Sappiamo che
{\displaystyle e^{x}=1+x+{x^{2} \over 2!}+{x^{3} \over 3!}+{x^{4} \over 4!}+\cdots ;}
{\displaystyle \sin {x}=x-{x^{3} \over 3!}+{x^{5} \over 5!}-\cdots .}
Di conseguenza
{\displaystyle {x\,e^{x} \over \sin {x}}={1+x+{x^{2} \over 2!}+{x^{3} \over 3!}+{x^{4} \over 4!}+\cdots  \over 1-{x^{2} \over 3!}+{x^{4} \over 5!}-\cdots }.}
Scriviamo la serie di potenze richiesta nella forma
{\displaystyle c_{0}+c_{1}x+c_{2}x^{2}+c_{3}x^{3}+c_{4}x^{4}+\cdots ={1+x+{x^{2} \over 2!}+{x^{3} \over 3!}+{x^{4} \over 4!}+\cdots  \over 1-{x^{2} \over 3!}+{x^{4} \over 5!}-\cdots }.}
Per questi coefficienti si trova
{\displaystyle 1+x+{x^{2} \over 2!}+{x^{3} \over 3!}+{x^{4} \over 4!}+\cdots =\left(c_{0}+c_{1}x+c_{2}x^{2}+c_{3}x^{3}+c_{4}x^{4}+\cdots \right)\left(1-{x^{2} \over 3!}+{x^{4} \over 5!}-\cdots \right)}
{\displaystyle =c_{0}-{c_{0} \over 3!}x^{2}+{c_{0} \over 5!}x^{4}+c_{1}x-{c_{1} \over 3!}x^{3}+{c_{1} \over 5!}x^{5}+c_{2}x^{2}-{c_{2} \over 3!}x^{4}+{c_{2} \over 5!}x^{6}+c_{3}x^{3}-{c_{3} \over 3!}x^{5}+c_{4}x^{4}+\cdots =c_{0}+c_{1}x+c_{2}x^{2}-{c_{0} \over 3!}x^{2}+c_{3}x^{3}-{c_{1} \over 3!}x^{3}+c_{4}x^{4}-{c_{2} \over 3!}x^{4}+{c_{0} \over 5!}x^{4}+\cdots .}
In conclusione
{\displaystyle 1+x+{x^{2} \over 2!}+{x^{3} \over 3!}+{x^{4} \over 4!}+\cdots =c_{0}+c_{1}x+\left(c_{2}-{c_{0} \over 3!}\right)x^{2}+\left(c_{3}-{c_{1} \over 3!}\right)x^{3}+\left(c_{4}-{c_{2} \over 3!}+{c_{0} \over 5!}\right)x^{4}+\cdots }
e dal confronto dei coefficienti delle successive potenze si ottiene un sistema illimitatamente estendibile di equazioni lineari che evidentemente consente di individuare la serie della funzione proposta.